# Хаут (эфиопская буква)

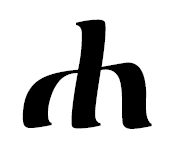

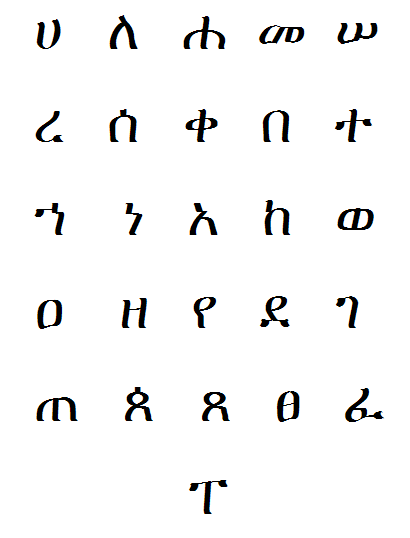

Хаут (амх. ሐውት), хамэруха — третья буква эфиопского алфавита геэз, одна из трёх букв, наряду с хой и харм, для обозначения глухого глоттального щелевого согласного. В амхарско-русском словаре хой, хаут и харм объединены в один раздел. Буквы хаут и харм относятся к более архаичным.
Огласовка: ሐ ሑ ሒ ሓ ሔ ሕ ሖ ሗ
| N24 |

| N24 |